# Кармель Шама
Кармель Шама Га-Коен (івр. כרמל שאמה הכהן; нар. 16 серпня 1973, Рамат-Ган, Ізраїль) — ізраїльський політик, член кнесету 18-го і 19-го скликання від партії «Лікуд».

## Біографія
Кармель Шама народився 16 серпня 1973 року в місті Рамат-Ган, Ізраїль. Кармель закінчив Міждисциплінарний центр у Герцлії, де він отримав першу ступінь в області юриспруденції. Служив в Армії оборони Ізраїлю, у розвідці (особливий підрозділ по запобіганню шпигунства і особливим слідствам).
У період з 2003 року по 2009 рік Кармель Шама був членом міської ради Рамат-Гана. У праймеріз Лікуду в 2009 році зайняв двадцять п'яте місце. У лютому 2009 року він став депутатом Кнесету від партії Лікуд, спочатку він обіймав посаду віце-спікерп кнесету. Проте пізніше Шама покинув цей пост, перейшовши в економічну комісію на пост голови комісії.
В 2010 році змінив прізвище додавши до нього «Га-Коен», аби підкреслити належність до коліна когенів
У 2013 році Шама подав свою кандидатуру на пост мера міста Рамат-Ган, але вибори не виграв. 
Коли Реувен Рівлін був обраний на пост президента Ізраїлю в липні 2014 року, то Кармель Шама отримав мандат у кнесеті 19-го скликання. У серпні того ж року Шама Га-Коен знову покинув Кнесет, у зв'язку з призначенням на посаду представника Ізраїлю при Організації економічного співробітництва та розвитку, його місце в Кнесеті зайняв депутат від партії Наш дім Ізраїль Алекс Міллер.
У 2014 році Кармель Шама Га-Коен критично відгукувався про партію Лікуд, відзначаючи, що його партія приділяє мало уваги внутрішнім соціальним проблемам Ізраїлю, при цьому віддаючи перевагу зовнішній політиці.

## Особисте життя
Шама одружений, має трьох дітей, проживає в місті Рамат-Ган, володіє кількома мовами (івриті, арабським та англійською).